# Ascorhynchus pyrginospinum
Ascorhynchus pyrginospinum là một loài nhện biển trong họ Ascorhynchidae. Loài này thuộc chi Ascorhynchus. Ascorhynchus pyrginospinum được miêu tả khoa học năm 1967 bởi McCloskey.